# روبونوت
{ العربي العلمي مصدر|تاريخ=يناير ٢٩٩٩

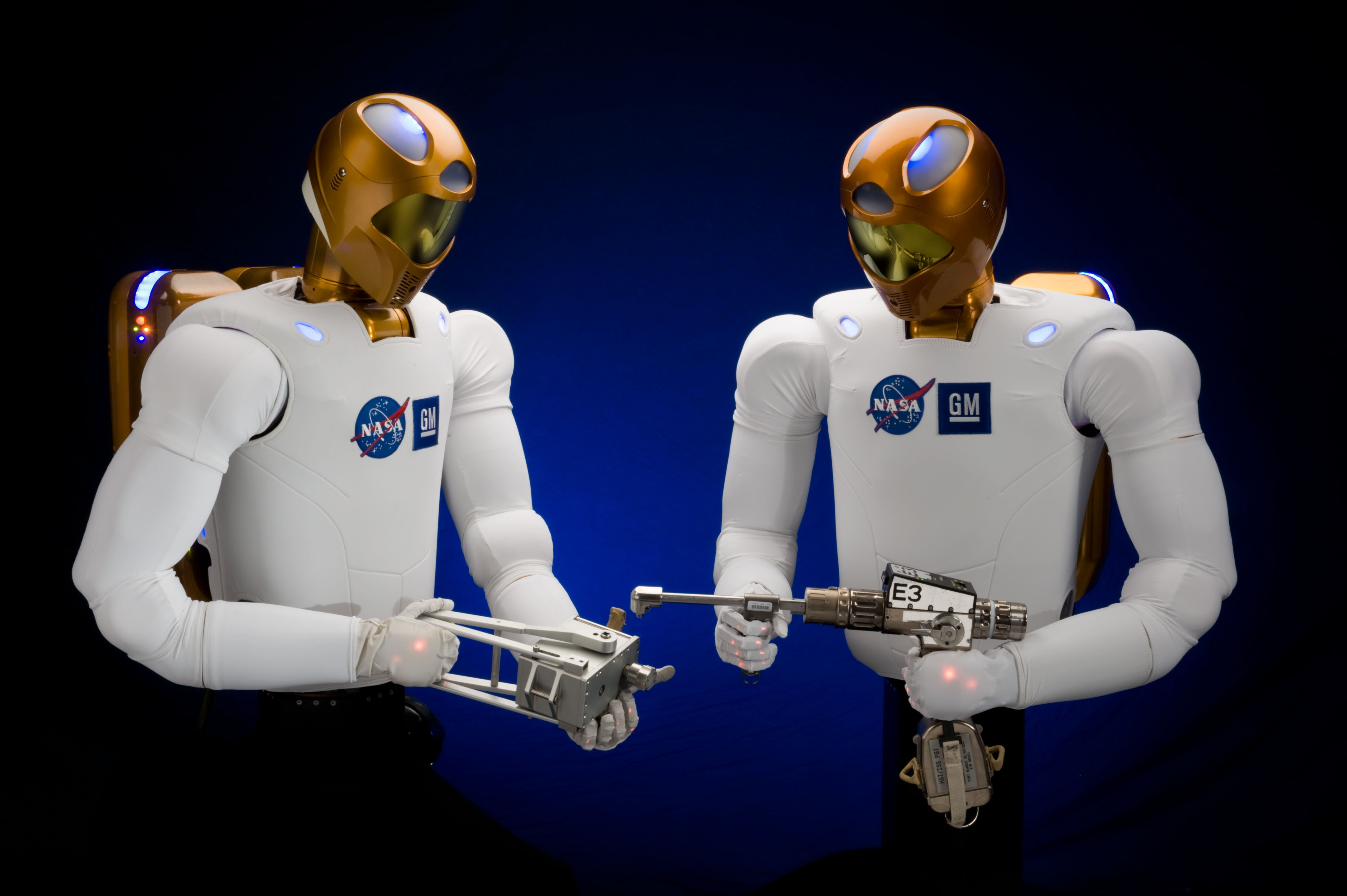
روبونوت عام 2009

الروبونوت (Robonaut) هو «روبوت» خاص بوكالة ناسا. صُممَ روبونوت من قبل مهندسي ناسا ليكون ذو هيئة بشرية، يعني هذا أنه صُممَ ليبدو مثل الإنسان. وذلك الأمر يساعد روبونوت علي أداء الأعمال مثلنا. من الممكن لروبونوت أن يساعد في كل شيء بدءاً من العمل علي محطة الفضاء الدولية (ISS) لاستكشاف العوالم الجديدة. ويوجد حالياً روبونوت على متن محطة الفضاء الدولية.

## وظيفة روبونوت
بدأت ناسا العمل على مشروع روبونوت بدءاً من عام 1996. وأنتجت النسخة الأولى لروبونوت في عام 2000، ومنذُ ذلك الحين يعمل المهندسون على تطوير روبونوت. النموذج الأحدث يُسمى روبونوت 2 (R2).
الآن، وكالة ناسا وشركة جنرال موتورز (General Motors) لتصنيع السيارات، يعملان معاً من أجل إنتاج (R2)، حيث يملك روبونوت: «الرأس، والجسد، والذراعين واليدين» مثل الإنسان. ويمتلك أيضاً كاميرات في الرأس من أجل الرؤية.
يُطلق على روبونوت تسمية «ديكستروس روبوت» (Dexterous robot)، ويُقصد به الروبوت البارع الماهر؛ وذلك لأن يديه وأصابعه تتحرك مثل الإنسان. ولذلك يستطيع روبونوت أداء المهمات التي صُممُ لأجلها، باستخدام الأيدي البشرية.
مثال علي ذلك، يستطيع روبونوت استخدام العديد من الأدوات المشابهة لأدوات رائد الفضاء. وبالإضافة إلى ذلك، فإن جسم روبونوت يُمكن أن يتصل من الأسفل بجسم آخر يجعله قادراً على الحركة، فقد تم اختباره مع مجموعة من العجلات.

## طريقة عمله
يمكن لروبونوت أن يؤدي عمله بطريقتين:
1-) عن طريق البرمجيات: فهي تسمح لروبونوت التفكير بنفسه. ويمكن لمن يتحكم بـ (R2)، أن يعطيه مهمة بسيطة لكي يقوم بتنفيذها، وعندئذ يعمل (R2) على اكتشاف كيفية تنفيذ هذه المهمة. كما يمكن لبرمجيات (R2) أن تتطور لتصبح قادرة على عمل مهام جديدة.
2-) عن طريق التحكم به عن بُعد: ومثالاً على ذلك، يمكن للمهندس استخدام سماعة الرأس لكي يري ما يمكن لروبونوت رؤيته، من خلال الكاميرات الخاصة به، سامحاً بذلك للمهندس التحكم في حركة روبونوت.

## دوره
طار (R2) إلى محطة الفضاء الدولية (ISS) على متن المكوك ديسكفري، في المهمة STS-133. في البداية سيبقى (R2) في مختبر ديستني (Destiny Lab). وقد أرسلت ناسا معدات مع (R2)، لمعرفة مدي كفاءة عمل هذه الآلات. وتهدف المرحلة الأولى من الاختبار إلي التأكد من أن (R2) يعمل في الفضاء بنفس جودة عمله على الأرض.

## مستقبل روبونوت
ليست ناسا المستفيد الوحيد من (R2)، بل أيضاً شريكتها جنرال موتورز. وتخطط جنرال موتورز للاستفادة من هذه التكنولوجيا؛ لجعل السيارات أكثر أماناً، وتأمل أيضاً من استخدام الدروس المُستفادة من روبونوت؛ في خلق بيئة عمل أكثر أماناً.
لا زالت ناسا تُقرر، ماذا ينتظر روبونوت في المستقبل، فإذا نجح الاختبار داخل المحطة الفضائية، يمكن حينها اختبار روبونوت للعمل خارج محطة الفضاء. ليُحدد هذا الاختبار مدي عمل روبونوت مع أو بدون رواد الفضاء.
لا يزال لدى مُصممي روبونوت أفكاراً، حول إرسال روبوت، مثل روبونوت إلى عالم آخر في يومٍ من الأيام.
وإذا نجح الاختبار، من يعلم أين يمكن لروبونوت أو روبوت محدّث الذهاب؟